# Ofensiva de Jórlivka
La ofensiva de Jórlivka fue un teatro de operaciones en curso en la invasión rusa de Ucrania de 2022 por el control de la Jórlivka, que fue ocupada de la República Popular de Donetsk. Las fuerzas ucranianas comenzaron a avanzar hacia la ciudad de Jórlivka en la Óblast de Donetsk.

## Batalla
El 2 de marzo, el asesor ucraniano Oleksiy Arestovych declaró que las fuerzas ucranianas pasaron a la ofensiva por primera vez durante la guerra, avanzando hacia Jórlivka. La Defensa Informativa de Ucrania de Ihor Zhdánov declaró más tarde que «había informes» de que una parte de la ciudad había sido capturada por las fuerzas ucranianas.
Según los informes ucranianos, la 95° Brigada de Asalto Aéreo de Ucrania había comenzado a atacar la ciudad el 1 de marzo. El ejército ucraniano se ha estacionado en las afueras de la ciudad.